# 河合季信
河合季信（日语：／ Kawai Toshinobu，1967年12月19日—），日本男子短道速滑运动员。他曾代表日本参加1988年和1992年冬季奥林匹克运动会短道速滑比赛，获得一枚铜牌。